# Catherine Rollier
Catherine Rollier (* 2. Januar 1955 in Biel-Bienne) ist eine Schweizer Künstlerin und Grafikdesignerin. Sie lebt und arbeitet in Wien.

## Leben und Werk
Catherine Rollier verbrachte ihre Kindheit und Jugend in Biel-Bienne und Winterthur. Es kam zu ersten Begegnungen mit zeitgenössischer Musik und Museen und Sammlungen boten eine erste Auseinandersetzung mit dem Impressionismus und der klassischen Moderne. 1972 folgte ein Umzug der Familie nach Basel. Catherine Rollier entschied sich 1973 für die Ausbildung an der Hochschule für Gestaltung Basel. Deren Fokus lag auf der konzeptionellen Gestaltung sowie deren Erweiterung bis hin zum Experimentellen, sie war zugleich dem Handwerk verpflichtet. Nach dem Vorkurs folgte die vierjährige Ausbildung an der Fachklasse für Graphik, die von Armin Hofmann geleitet wurde und die sie 1978 mit einem Diplom abschloss. Weitere Lehrerpersönlichkeiten wie Mary Viera oder der Typograph Wolfgang Weingart prägten die Künstlerin.
1980 entschloss sich Catherine Rollier, nach Wien zu ziehen und gründete dort ihr Atelier. Bis dato fasziniert von der dortigen Kultur- und Architekturszene, charakterisiert ihr persönliches Interesse an der Bewegung der zeitgenössischen Musik den konzeptuellen Gestaltungszugang ihres graphischen und bildkünstlerischen Schaffens. In der gestalterischen Forschung entwickelt sie ihr künstlerisches Œuvre mit seriellen Bildkompositionen kontinuierlich weiter.
In ihrer Arbeit als Graphikdesignerin spezialisierte sie sich auf den Kunst- und Kulturbereich. Sie gestaltete  unter anderem das Corporate Design für das MAK, Österreichisches Museum für angewandte Kunst unter der Direktion von Peter Noever, Plakate für das Schauspielhaus Wien, Kunstkataloge sowie zahlreiche Architekturpublikationen für beispielsweise Carl Pruscha, Hans Hollein, Günther Feuerstein und Coop Himmelblau. Mit internationalen Literatur- und Kunstverlagen ergab sich jahrelange Zusammenarbeit. Seit 2006 vermittelt Catherine Rollier ihre Erfahrung als Lehrende an der Fachhochschule Joanneum in Graz.

## Forschung
2004–2009 Teilnahme am Forschungsprojekt CorpoRealities im Rahmen des WWTF (Wiener Wissenschafts-, Forschungs- und Technologiefonds) in Zusammenarbeit mit dem AKH (Allgemeinen Krankenhaus) Wien, Abt. für interventionelle Radiologie und plastische Chirurgie, der Medizinischen Universität Wien und der Hochschule für Angewandte Kunst Wien. Team: Christina Lammer, Soziologin (Projektleiterin); Jürgen Brandstätter, Software-Entwicklung; Manfred Frey, plastischer Chirurg; Johannes Lammer, Radiologe; Peter Pokieser, Radiologe; Cathrin Pichler, Kunstkuratorin; Barbara Graf, bildende Künstlerin; Catherine Rollier, bildende Künstlerin/Graphikdesignerin; Christa Spatt, Tanzkuratorin.

## Auszeichnungen
- 1984: Preis des Eidgenössischen Stipendienwettbewerbes für angewandte Kunst, Bern
- 1986: Zwei Staatspreise für die schönsten Bücher Österreichs
- 1989: 1. und 2. Preis, Weltbiennale für Architektur, Kategorie Architekturbücher, Sofia, Bulgarien
- 1999: Gustav Klimt-Preis für Kunst am Plakat, Wien

## Ausstellungen (Auswahl) / Werke in öffentlichen Sammlungen und im öffentlichen Raum
- 1984: Konzerthaus Wien: Arbeiten zur Bild-Sprache der zeitgenössischen Musik, Installation – anlässlich des Festivals Wien Modern, seit 1984 Dauerleihgabe des Triptychons Klang-Papier-vor-Raum
- 1998: Echoraum, Wien: Das Wesen – l’être, Ausstellung des Projekts, Zeichnungen und Videoinstallation
- 2001 Semper-Depot, Wien: Realisation des Projekts Das Wesen – l’être. Bilder, Konzept und Idee: Catherine Rollier, Musik: Josef Traindl, Visuelle Gestaltung und Umsetzung: Catherine Rollier, Markus Pillhofer, Raum: Markus Pillhofer, Musikalische Leitung: Josef Traindl, Musikalische Interpretation u. Improvisation: Jean Querlier, ss & as; Jacques Nobili, tb; Gus Nemeth, cb; Jean-Louis Méchali, dr
- 2003: Kunsthaus Zeughaus, Ferdinandeum Innsbruck, Schweizer ART III
- 2017: Patrick Kovacs Kunsthandel, Wien; Mut zum Original
- 2018: Galerie Gabriel, Wien, Ausstellung gender – no gender – visible, mit Stephan Fillitz

- Österreichische Nationalbibliothek, Wien – Plakatsammlung
- Kunsthistorisches Museum Wien: Theatermuseum Wien – Plakatsammlung
- MAK – Museum für angewandte Kunst, Wien – Plakatsammlung

- 1989: Patrick Kovacs Kunsthandel, Wien; Baldachin I, Teil des Architekturkonzepts von Carl Pruscha
- 2016: Patrick Kovacs Kunsthandel, Wien; Baldachin II, Teil des Architekturkonzepts von Carl Pruscha und Matthias Mulitzer

## Bibliographie
- Christina Lammer (Hrsg.): CorpoRealities. Löcker Verlag, Wien.
- Heidi Resch: 14 Grafikerinnen im Wien des 20. Jahrhunderts. Ambra Verlag, Wien.
- Nora Stögerer: Bekannte Unbekannte. Triest Verlag, Zürich/St. Gallen.
- Johannes Mitterberger Recapture the Flag – über Flaggen, Logos und die Marke EU. FH-Joanneum, Graz.